# 김호 (1998년)
김호(한국 한자: 金虎, 1998년 3월 15일 ~ )는 대한민국의 축구 선수이다. 포지션은 미드필더이다.